# Niels Schroedter
Niels Schroedter (* 15. Juli 1994 in Berlin) ist ein deutscher American-Football-Spieler auf der Position des Linebackers.

## Werdegang
Schroedter begann 2012 im Nachwuchs der Berlin Adler mit dem American Football. Er debütierte 2014 in der German Football League (GFL) auf Herrenebene, kam aber bei den internationalen Spielen noch nicht zum Einsatz. Zur Saison 2015 wechselte er zu den Berlin Bears. Eigentlich hatte Schroedter ein Jahr später seine Karriere bereits beenden und als Trainer tätig werden wollen, doch schloss er sich den Berlin Rebels schließlich als Spieler an. In der GFL2-Saison 2017 lief er für die Rostock Griffins auf. Mit 112 Tackles, darunter 28 Tackles für Raumverlust und zwölf Sacks, führte er die Griffins an. 2018 kehrte er zu den Rebels zurück. Mit dem Berliner Team erreichte er das Viertelfinale der Playoffs. Im Oktober 2019 gaben die Adler die Rückkehr von Schroedter bekannt. Aufgrund der Saisonabsage 2020 trug er erst in der GFL2-Saison 2021 wieder das Trikot der Adler. Dabei führte er das Team mit 47 Tackles an und trug so zur GFL2-Nordmeisterschaft und zum Aufstieg in die GFL auf. Im Januar 2022 wurde Schroedter in den erweiterten Kader der deutschen Nationalmannschaft berufen. Mit den Adlern erreichte Schroedter 2022 als teamintern zweitbester Tackler das Viertelfinale der GFL-Playoffs.
Für die Saison 2023 unterschrieb Schroedter einen Vertrag bei den Leipzig Kings aus der European League of Football (ELF). Er erzielte zehn Tackles in zwei Spielen, ehe er verletzungsbedingt pausieren musste. Aufgrund des Lizenzentzugs am 12. Juli schieden die Kings während der Saison aus dem Spielbetrieb aus. Daraufhin wurde er von Rhein Fire verpflichtet.

### Statistiken
| Jahr                                              | Team             | Spiele | Tackles | Tackles | Tackles | Tackles | Tackles | Interceptions | Interceptions | Interceptions | Interceptions | Interceptions | Fumbles | Fumbles | Fumbles |
| Jahr                                              | Team             | Spiele | Total   | Solo    | Ast     | TFL     | Sack    | BrUp          | INT           | Yds           | TD            | PD            | FF      | FR      | TD      |
| ------------------------------------------------- | ---------------- | ------ | ------- | ------- | ------- | ------- | ------- | ------------- | ------------- | ------------- | ------------- | ------------- | ------- | ------- | ------- |
| German Football League / German Football League 2 |                  |        |         |         |         |         |         |               |               |               |               |               |         |         |         |
| 2014                                              | Berlin Adler     | 1      | 1       | 1       | 0       | 0       | 0       | 0             | 0             | 0             | 0             | 0             | 0       | 0       | 0       |
| 2016                                              | Berlin Rebels    | 12     | 23      | 14      | 9       | 1       | 1       | 0             | 0             | 0             | 0             | 0             | 1       | 0       | 0       |
| 2017                                              | Rostock Griffins | 14     | 112     | 66      | 46      | 28      | 12      | 1             | 0             | 0             | 0             | 1             | 4       | 3       | 0       |
| 2018                                              | Berlin Rebels    | 13     | 52      | 27      | 25      | 4       | 0       | 0             | 0             | 0             | 0             | 0             | 1       | 0       | 0       |
| 2019                                              | Berlin Rebels    | 15     | 49      | 26      | 23      | 6       | 3       | 1             | 1             | 42            | 1             | 2             | 0       | 0       | 0       |
| 2021                                              | Berlin Adler     | 9      | 47      | 33      | 14      | 8       | 1       | 1             | 0             | 0             | 0             | 1             | 2       | 0       | 0       |
| 2022                                              | Berlin Adler     | 11     | 43      | 30      | 13      | 7       | 0       | 1             | 0             | 0             | 0             | 1             | 1       | 0       | 0       |
| GFL/GFL2 Gesamt                                   | GFL/GFL2 Gesamt  | 75     | 327     | 197     | 130     | 54      | 17      | 4             | 1             | 42            | 1             | 5             | 9       | 3       | 0       |
| European League of Football                       |                  |        |         |         |         |         |         |               |               |               |               |               |         |         |         |
| 2023                                              | Leipzig Kings    | 2      | 10      | 3       | 7       | 1       | 0       | 0             | 0             | 0             | 0             | 0             | 0       | 0       | 0       |
| 2023                                              | Rhein Fire       | 7      | 20      | 7       | 13      | 3       | 0       | 1             | 0             | 0             | 0             |               | 0       | 0       | 0       |
| ELF Gesamt                                        | ELF Gesamt       | 9      | 30      | 10      | 20      | 4       | 0       | 0             | 0             | 0             | 0             | 0             | 0       | 0       | 0       |
| Quellen: stats.gfl.info, sportsmetrics.football   |                  |        |         |         |         |         |         |               |               |               |               |               |         |         |         |

| Jahr                        | Team       | Spiele | Tackles | Tackles | Tackles | Tackles | Tackles | Interceptions | Interceptions | Interceptions | Interceptions | Fumbles | Fumbles | Fumbles |
| Jahr                        | Team       | Spiele | Total   | Solo    | Ast     | TFL     | Sack    | BrUp          | INT           | Yds           | TD            | FF      | FR      | TD      |
| --------------------------- | ---------- | ------ | ------- | ------- | ------- | ------- | ------- | ------------- | ------------- | ------------- | ------------- | ------- | ------- | ------- |
| European League of Football |            |        |         |         |         |         |         |               |               |               |               |         |         |         |
| 2023                        | Rhein Fire |        |         |         |         |         |         |               |               |               |               |         |         |         |
| ELF Gesamt                  |            |        |         |         |         |         |         |               |               |               |               |         |         |         |

## Ausbildung
Schroedter begann 2017 ein Lehramts- und Sportwissenschaftsstudium in Rostock. Später studierte er von 2018 bis 2021 an der Deutschen Hochschule für Prävention und Gesundheitsmanagement im Bachelor Sportökonomie.